# Cecilie Jelínková

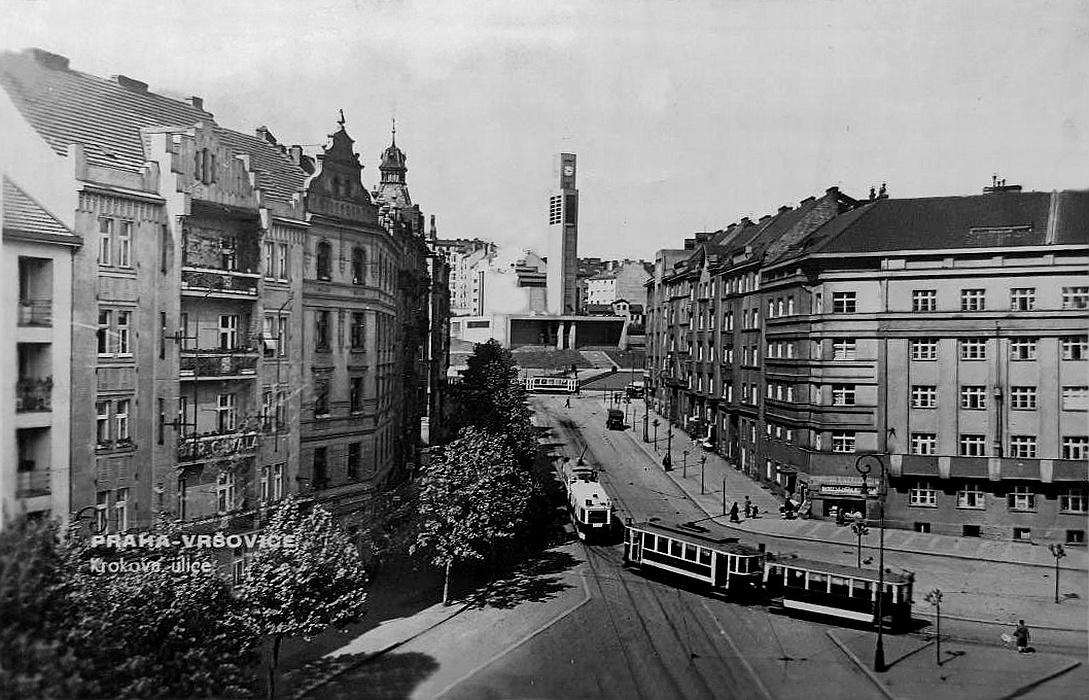
Minská ulice v pražských Vršovicích, kde za protektorátu bydlela Cecilie Jelínková

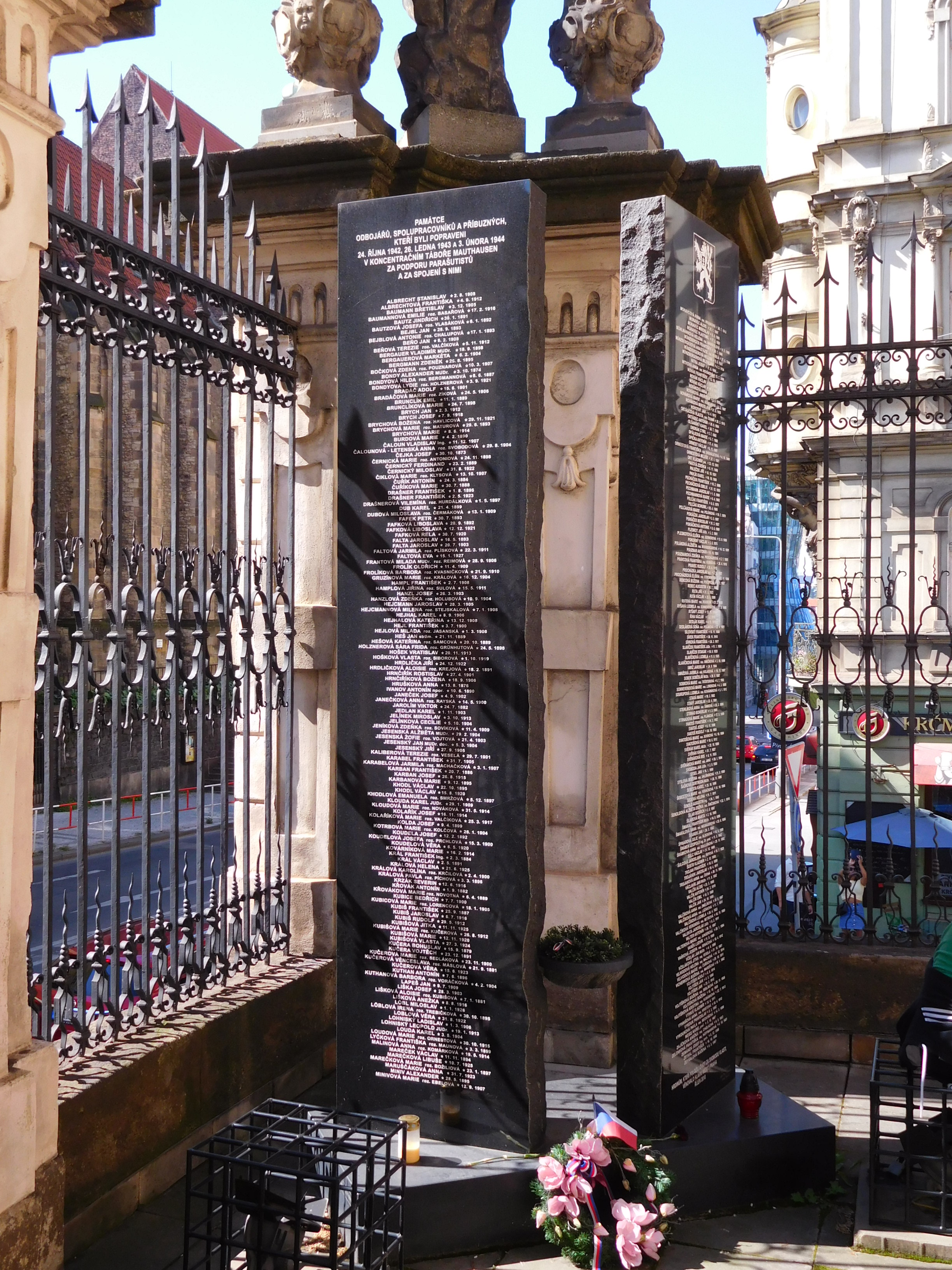
Pomník odbojářům popraveným a umučeným v souvislostí s operací Anthropoid (Resslova ulice)

Cecilie Jelínková (5. května 1904 Kolín – 26. ledna 1943 Koncentrační tábor Mauthausen) byla za německé okupace Čech, Moravy a Slezska členkou domácího protiněmeckého odboje, poskytovala svůj pražský byt jako útočiště pro ilegální pobyt některým klíčovým představitelům sokolského odboje a zároveň byla spojkou mezi zemským velením Obce sokolské v odboji (OSVO) v Čechách a na Moravě.

## Život
Cecilie Jelínková se narodila 5. října 1904 v Kolíně. V době protektorátní bydlela v pražských Vršovicích v Minské ulici, která se za německé okupace Čech, Moravy a Slezska (1939 až 1945) jmenovala Krokova. A právě tento svůj byt (sloužící pro  ilegální ubytování) dávala k dispozici členům sokolské odbojové organizace Jindra. Cecilie Jelínková se touto formou protiněmeckého odporu zařadila mezi hlavní poskytovatele úkrytu:
- zakladateli a vedoucímu ilegální organizace Jindra profesoru Ladislavu Vaňkovi a
- členu vojenské odbojové organizace Obrana národa (ON), odbojové slupiny Za vlast, sokolské skupiny Jindra a spolupracovníku štábního kapitána Václava Morávka kapitánu Karlu Pavlíkovi.[4][5]

Cecilie Jelínková vykonávala funkci spojky mezi Pavlíkem, Vaňkem a spolupracovníky československých parašutistů. Současně fungovala i jako spojka k vedoucímu sokolské odbojové organizace Jindra na Moravě Štěpánu Drásalovi.

### Zatčení
Příslušník (a zakladatel) sokolské organizace Jindra profesor Ladislav Vaněk byl podruhé zatčen gestapem během tzv. druhé heydrichiády (po atentátu na Reinharda Heydricha) v Praze dne 4. září 1942. Vaněk po svém zatčení vyšetřovatelům během tvrdých výslechů obsáhle vypovídal o odbojových strukturách. Na základě jeho výpovědi byl na místě předem domluvené a tímto prozrazené schůzky zatčen po potyčce ještě týž den (4. září 1942) gestapem kapitán Karel Pavlík. Během svého výslechu jmenoval Vaněk i podporovatelku odboje Cecilii Jelínkovou, která byla rovněž ještě týž den (4. září 1942) zatčena.

Spolupracovníci Cecilie Jelínkové v sokolském odboji
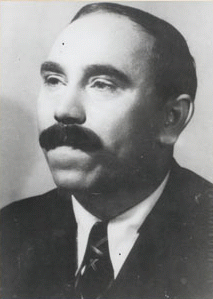
Ladislav Vaněk
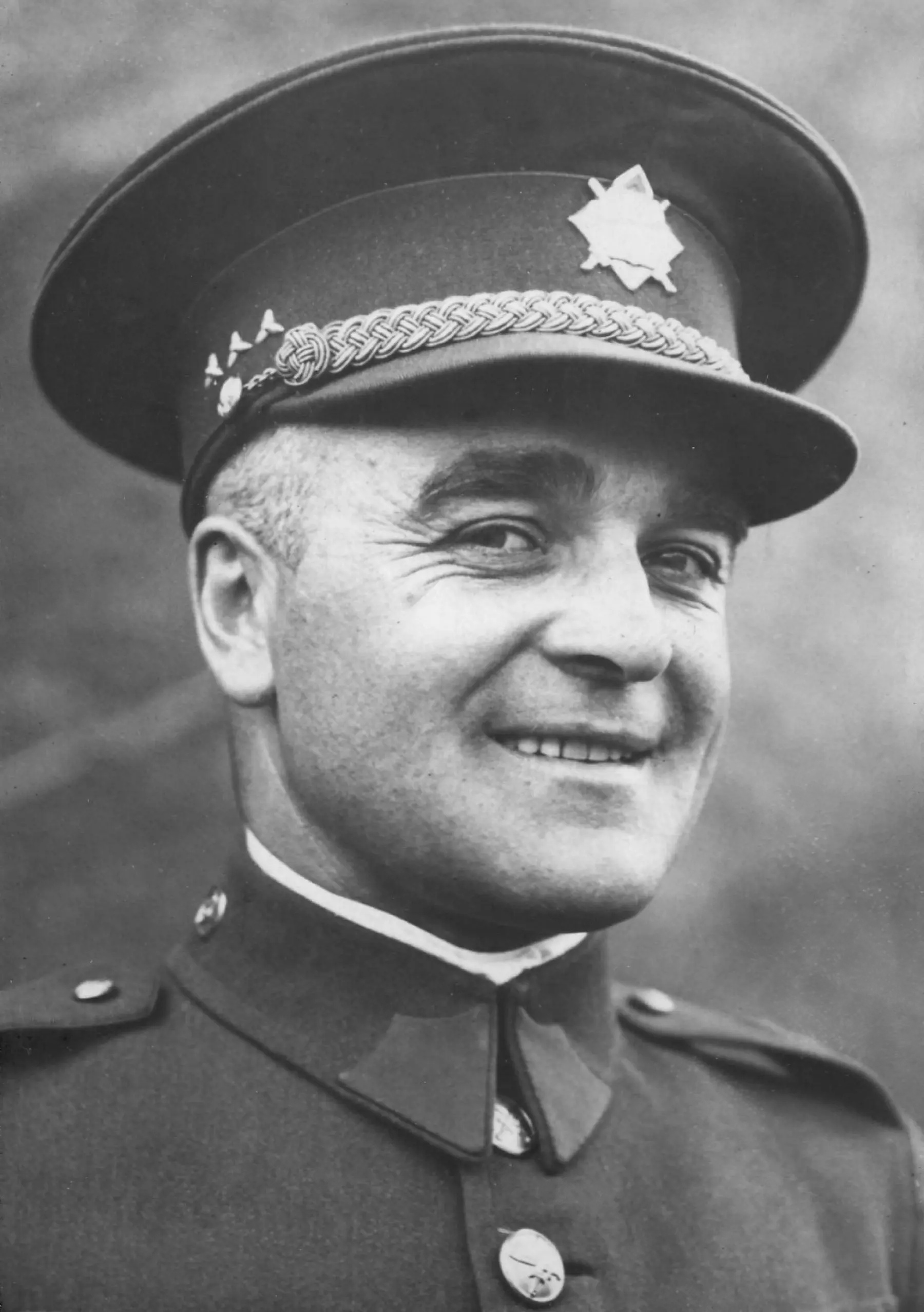
Karel Pavlík

### Věznění, deportace, ...
Nejprve byla Cecilie Jelínková vězněna v policejní vazbě v Praze a poté byla odeslána do vazební věznice pražského gestapa v Malé pevnosti Terezín. Dne 8. ledna 1943 byla stanným soudem v Praze v nepřítomnosti odsouzena k trestu smrti. Následně byla 15. ledna 1943 poslána s transportem čítajícím 31 osob do koncentračního tábora Mauthausen. Tam byla umístěna v cele tzv. bunkru, kde čekala na popravu, která byla vykonána 26. ledna 1943. Ten den bylo v 16:15 zavražděno 15 žen v plynové komoře. (Cecilii Jelínkové bylo 38 let). Muži (v počtu 16) byli zavražděni v odstřelovacím koutě mauthauzenského bunkru ranou z malorážní pistole do týla (mezi nimi byl i kapitán Karel Pavlík).

## Připomínka
Její jméno (Jelínková Cecílie *5.10.1904) je uvedeno na pomníku při pravoslavném chrámu svatého Cyrila a Metoděje (adresa: Praha 2, Resslova 9a). Pomník byl odhalen 26. ledna 2011 a je součástí Národního památníku obětí heydrichiády.